# Tom Hambridge
Tom Hambridge (* 20. prosince 1960 Buffalo) je americký bubeník a hudební producent. Na bicí začal hrát ve svých pěti letech. V osmdesátých letech doprovázel po dobu tří let hudebníka Roye Buchanana. V roce 1995 vydal vlastní album nazvané Still Running. Je dlouholetým spolupracovníkem kytaristy Buddyho Guye (produkoval a hrál na několika jeho albech). Dále produkoval například nahrávky George Thorogooda, Quinna Sullivana či skupiny Foghat.